# Suzanne (Somma)
Suzanne – miejscowość i gmina we Francji, w regionie Hauts-de-France, w departamencie Somma.
Według danych na rok 2011 gminę zamieszkiwało 181 osób, a gęstość zaludnienia wynosiła 21 osób/km² (wśród 2293 gmin Pikardii Suzanne plasuje się na 838. miejscu pod względem liczby ludności, natomiast pod względem powierzchni na miejscu 545.).